# Östturkestan
Östturkestan (uighuriska: Sherqiy Türkistan) var två stater i Centralasien som existerade åren 1932-1934 respektive 1944-1949 och gränsade till Kina, Mongoliet, Ryssland, Afghanistan, Pakistan och Indien. Den motsvarar idag den autonoma regionen Xinjiang i Kina.
Det kinesiska namnet Xinjiang (新疆) betyder "nytt territorium" och kan därför anses vara stötande för den uiguriska befolkningen. Samtidigt antyder namnet "Östturkestan" att området är en del av det turkiska området och kan därför uppfattas som stötande av kineser.

## Historisk bakgrund

Den andra östturkestanska republikens utsträckning 1944-49 (markerat i rött).

Den andra östturkestanska republiken upprättades i de tre distrikten Ili, Tarbagatay och Altay med sovjetiskt stöd 1944 och leddes bland annat av uigurerna Ehmetjan Qasim och Säypidin Äzizi och kazaken Osman Batur.

## Rörelsen för Östturkestan
Östturkestans muslimska rörelse är en militant grupp som vill att provinsen ska bli självständigt från Kina. Både Kina och USA har betecknat rörelsen som terrorister, medan andra hävdar att den varken existerar eller har existerat. Den amerikanska inställningen har påståtts vara okunnig och ett försök att förbättra relationerna till Kina. Enligt Amnesty International har förkämpar för självständighet torterats och dömts till döden utan rättegång. En av de mest kända representanterna för det uiguriska folket är Rebiya Kadeer, född 1948, som utförligt berättat hur det uiguriska folket fått lida under den i praktiken av Kina genomförda ockupationen av Östturkestan med hjälp av inflyttade hankineser. Idag är uigurerna i klar minoritet jämfört med kineserna.

## Sverige och Östturkestan
Det första kända och säkra beviset för svenska besökare i Östturkestan är de karoliner, som efter rysk fångenskap till följd av nederlaget vid Poltava, valde att ansluta sig till den ryska armén. Ryssland hade vi den tiden ambitioner att utöka sitt territorium i Asien.
Den mest kände svenske resenären i området är Sven Hedin som i slutet av 1800-talet bland annat utforskade ”den vandrande sjön” Lop Nor. Även utsända missionärer från Svenska Missionsförbundet har varit verksamma i Östturkestan och syftet var att omvända muslimer till kristendomen, men många ägnade sig åt läkarpraktik. En av dem var Lovisa Engvall, som räknades till en av regionens bästa läkare på 1920-talet. Tack vare denna svenska verksamhet bedrevs även undervisning i östturkiska (uiguriska) vid Lunds Universitet som utgjorde en del av turkisk språkvetenskap. För undervisningen svarade docenten Gustaf Raquette (1871–1945), som hade lång erfarenhet av språket som läkarmissionär i Östturkestan. En yngre person som arbetade med östturkisk språkvetenskap, var Gunnar Jarring (1907–2002), som disputerade i Lund 1932 med en avhandling om östturkisk ljudlära. Han verkade senare som en av sin tids främsta svenska diplomater, bland annat med uppdrag för Förenta nationerna.